# اتحادیه چندانپور
اتحادیه چندانپور (به لاتین: Chandanpur Union) یک منطقهٔ مسکونی در بنگلادش است که در Kalaroa Upazila واقع شده‌است.